# 霍亨索倫-錫格馬林根的阿瑪莉埃
霍亨索倫-錫格馬林根的阿瑪莉埃（德語：Amalie von Hohenzollern-Sigmaringen，1815年4月30日—1841年1月14日），霍亨索倫-錫格馬林根親王卡爾的女兒，母親是安東妮·繆拉。

## 家庭
1835年，阿瑪莉埃與薩克森-阿爾滕堡公爵約瑟夫的弟弟愛德華結婚，兩人共有2子2女：
1. 特蕾莎（1836年—1914年）
2. 安東妮（1838年—1908年）
3. 路德維希（1839年—1844年），夭折
4. 約翰（1841年—1844年），夭折